# 福井翔大
福井 翔大（ふくい しょうた、1999年9月28日 - ）は、ジャパンラグビーリーグワンの埼玉パナソニックワイルドナイツに所属するラグビー選手。

## プロフィール
- 福岡県福岡市出身[1]。
- ポジションはナンバーエイト(No8)、フランカー(FL)。
- 身長 186 cm、体重 101 kg
- 日本代表キャップは3。（2023年9月10日現在）
- 世界選抜に選ばれたことがある[2]。
- U20日本代表に選ばれたことがある[3]。
- 高校日本代表に選ばれたことがある[4]。
- 父の由樹も元ラグビー選手（元・コカ・コーラ）。

## 略歴
5歳からラグビーを始めた。
2017年、東福岡高校ラグビー部の主将に就任した。
2018年、東福岡高校卒業後、パナソニック ワイルドナイツ(現・埼玉パナソニックワイルドナイツ)にプロ契約で加入。同年10月20日に行われたジャパンラグビートップリーグ第7節のキヤノンイーグルス戦にて途中出場で公式戦初出場を果たす。
2023年、日本代表初キャップを取得。
2025年6月上旬からニュージーランド・カンタベリーに留学。